# Papilio arnoldiana
Espèce
Papilio arnoldiana est une espèce de lépidoptères (papillons) de la famille des Papilionidae. Cette espèce est endémique d'Éthiopie.

## Systématique
L'espèce Papilio arnoldiana a été décrite pour la première fois en 1995 par l'entomologiste britannique Richard Irwin Vane-Wright (d) (1942-).